# Le Désert
Le Désert é uma ex-comuna francesa na região administrativa da Normandia, no departamento de Calvados. Estendeu-se por uma área de 3,89 km². Em 2010 a comuna tinha 81 habitantes (densidade: 20,8 hab./km²).
Em 1 de janeiro de 2016 foi fundida com as comunas de Vassy, Bernières-le-Patry, Burcy, Chênedollé, Estry, Montchamp, Pierres, Presles, La Rocque, Rully, Saint-Charles-de-Percy, Le Theil-Bocage e Viessoix para a criação da nova comuna de Valdallière.